# Anthophora footei
Anthophora footei là một loài Hymenoptera trong họ Apidae. Loài này được Crawford mô tả khoa học năm 1914.